# Sport en Autriche
 (juin 2023).
Si vous disposez d'ouvrages ou d'articles de référence ou si vous connaissez des sites web de qualité traitant du thème abordé ici, merci de compléter l'article en donnant les références utiles à sa vérifiabilité et en les liant à la section « Notes et références ».
Le sport en Autriche est une composante importante de la vie locale. Les sports les plus populaires sont le football, les sports nautiques, les sports d'hiver (notamment le ski et le hockey sur glace) et le handball.

## Disciplines

### Sport d'hiver
Le terrain montagneux a naturellement fait du ski alpin l'un des sports les plus populaires d'Autriche. Les sports similaires tels que le snowboard et le saut à ski sont également très populaires, et les athlètes autrichiens tels que Annemarie Moser-Pröll, Hermann Maier, Toni Sailer et Marcel Hirscher sont considérés comme certains des plus grands skieurs alpins de tous les temps. L'Autriche est l'une des meilleurs nations dans ces disciplines. Les Jeux olympiques d'hiver ont eu lieu dans la ville d'Innsbruck en 1964 et 1976.
Il y a 12 équipes de hockey sur glace professionnel dans la Ligue de hockey autrichienne.

### Football
Le football en Autriche est régi par la Fédération autrichienne de football. Le pays faisait autrefois partie des nations les plus performantes du continent européen, se classant quatrième de la Coupe du monde de football 1934, troisième de la Coupe du monde de football 1954 et septième de la Coupe du monde de football 1978. Toutefois, ces derniers temps, le football autrichien a connu beaucoup moins de succès au niveau international ; l'Autriche ne s'est pas qualifiée pour une Coupe du monde depuis l'édition 1998. Elle a également co-organisé le championnat d'Europe de football de l'UEFA 2008 avec la Suisse.

### Basketball
voir aussi : Équipe d'Autriche de basket-ball
Le Championnat d'Autriche de basket-ball (en autrichien : Österreichische Basketball Bundesliga ou ÖBL), également nommé Admiral Basketball Bundesliga d'après le nom de son sponsor, représente en Autriche le sommet de la hiérarchie du basket-ball.
Malgré le peu de joueurs très performants au niveau international, Jakob Pöltl arrive à se hisser dans la plus grand ligue de basket au monde, la NBA.

### Rugby
Bien qu'en progression le rugby reste un sport mineur en Autriche.

### Sports automobiles
Le Grand Prix d'Autriche est une course de Formule 1 ayant eu lieu en 1963, 1964, 1970-1987, de 1997 à 2003 et depuis 2014. Plusieurs pilotes autrichiens ont connu le succès en Formule 1. Niki Lauda fut champion du monde à trois reprises (1975, 1977 et 1984) et le septième pilote avec 25 victoires. Jochen Rindt a été couronné champion du monde en 1970 ; il a également remporté les 24 Heures du Mans en 1965. Gerhard Berger, classé troisième en 1988 et 1994, a remporté 10 victoires et 48 podiums.
Les deux meilleurs circuits automobiles sont Österreichring et Salzburgring.

## Jeux olympiques
1. ↑  (de) « Die fünf beliebtesten Sportarten in Österreich », sur Sky Sport Austria, 22 mars 2020 (consulté le 29 janvier 2024)
2. ↑  Emmanuel Laurin, « Jakob Poeltl, le pionnier autrichien » , sur BasketUSA, 5 novembre 2016 (consulté le 27 mars 2024)

- (en) Cet article est partiellement ou en totalité issu de l’article de Wikipédia en anglais intitulé « sport in Austria » (voir la liste des auteurs).